# Pointe de la Torche
Pointe de la Torche (Bretons: Beg an Dorchenn) is een rotsachtige kaap aan het zuidoostelijke einde van de baai van Audierne. De kaap ligt in de gemeente Plomeur in de regio Bigouden van het Franse departement Finistère in Bretagne. Het is een officieel erkend natuurgebied en op de top van het kaap ligt een prehistorische nederzetting en begraafplaats die geregistreerd staat als Monument historique.

## Geografie
Pointe de la Torche is een rotsachtige granieten kaap; een prominent rotsblok aan het einde wordt le rocher du corbeau (kraaienrots of ravenrots) genoemd. Ten noorden van de kaap strekt het strand van de gemeente Tréguennec zich uit over enkele kilometers rond de Baai van Audierne tot Plozevet. Ten zuidwesten van de kaap ligt het strand van Pors-Carn (deel van de gemeente Penmarc'h), dat zich uitstrekt tot het dorp Saint-Guénolé. De punt is sinds 1965 een officieel erkend natuurgebied.
Tijdens het huidige geologische tijdperk, het Kwartair, is de kaap soms omringd door duinen en een eiland geweest. Er zijn beschermende barrières geïnstalleerd om te voorkomen dat het weer door de zee wordt afgesneden, wat anders zou zijn gebeurd. De branding en stromingen maken de zee eromheen soms erg gevaarlijk.

## Geschiedenis
De kaap en de omgeving vertonen sporen van menselijk gebruik sinds het vijfde millennium voor Christus. Aan de bovenkant van de kaap ligt de Pointe de la Torche Dolmen, een grafheuvel met meerdere half ingegraven dolmens, overblijfselen van een megalithisch doorgangsgraf met meerdere kamers. De site werd in 1960 geregistreerd als nationaal erfgoed. Er hebben verschillende archeologische opgravingen plaatsgevonden. Het vroegste bewijs van menselijke activiteit op de Pointe de la Torche is een mesolithische afvalhoop aan de noordoostelijke kant, die voornamelijk bestaat uit schelpen, met enkele vis- en runderbotten. De begraafplaats werd gebouwd in het neolithicum met vijf kamers, waarvan vier symmetrisch gerangschikt, en een ingang die een hoek vormt en overdekt werd in het late neolithicum. In de kamers en de gang zijn vondsten uit verschillende tijdperken gevonden en om redenen van bodemchemie was de site pas de derde in Bretagne die significante hoeveelheden prehistorische menselijke resten opleverde. Er zijn ook neolithische vuurstenen en gepolijste bijlen gevonden op de Pointe de la Torche en de zee legt soms overblijfselen van rechthoekige en ronde muren bloot. Bij de punt en de nabijgelegen duinen zijn ook vondsten gedaan van bijlen, zwaarden, dolken en aardewerk uit de Bronstijd, en menselijke skeletten en voedselresten die dateren van na de Keltische nederzetting in de tweede helft van het eerste millennium voor Christus. Er zijn menhirs gevonden in de duinen en bij de Kerharo-groeve.
In de prehistorie lag het zeeniveau zo'n 10 meter lager, waardoor de kaap verder de baai in reikte en een prachtig uitzicht bood. Het Musée de la Préhistoire finistérienne (prehistorisch museum van Finistère) in Pors Carn, Penmarc'h, heeft exposities over de vondsten. Er zijn ook tentoonstellingen over de begraafplaats van Saint-Urnel, een paar honderd meter verderop, waar overblijfselen van meer dan 100.000 mensen zijn gevonden. Men heeft vastgesteld dat dit een middeleeuws grafveld is met een kapel en een nederzetting die in de 16e eeuw werden verlaten toen de duinen zich uitbreidden. In 1929 werd het tot historisch monument verklaard.
Tijdens de Tweede Wereldoorlog bouwden de Duitsers versterkingen op Pointe de la Torche, onderdeel van de Atlantikwall. Eén bunker werd tot in de jaren 1980 gebruikt als kraakpand door daklozen en is nu een reddingsstation.
Het Bretonse woord voor een heuvel, dochen, werd geïdentificeerd met het Franse torche, toorts, waardoor de naam van de kaap ontstond en een foute legende over de lokale bevolking die 's nachts schepen naar de rotsen lokte met lichten.

## Gebruik
Pointe de la Torche is toegankelijk via een voetgangerspad. Het trekt veel surfers, bodyboarders, kitesurfers, windsurfers, waveskiërs en landzeilers en is de locatie geweest van verschillende kampioenschappen. Er is een goed strand en de kaap is ook een locatie voor het vissen op zeebaars en platvis.
In 1986 was de punt de locatie van een lichtkunstproject van Yann Kersalé, Le songe est de rigueur.

## Vogels
In de zomer is Pointe de la Torche de thuisbasis van een nestelende kolonie Europese bijeneters.